# Plöckendorf
Plöckendorf (fränkisch: Blegadoaf)  ist ein Gemeindeteil der Gemeinde Rednitzhembach im Landkreis Roth (Mittelfranken, Bayern). Plöckendorf liegt in der Gemarkung Rednitzhembach.

## Geografische Lage
Das Pfarrdorf Plöckendorf bildet mit Igelsdorf im Nordwesten, Untermainbach im Süden eine geschlossene Siedlung. Im Osten fließt die Rednitz vorbei, im Norden liegt das Waldgebiet Reutschacht. Die Staatsstraße 2409 führt zur Anschlussstelle 56 (Schwabach-Süd) der A 6 (2,3 km nordwestlich) bzw. an Rednitzhembach vorbei nach Pfaffenhofen (4,3 km südlich). Eine Gemeindeverbindungsstraße führt nach Rednitzhembach (0,9 km südöstlich) bzw. nach Igelsdorf (1 km westlich). Der Ort hat einen Haltepunkt an der Bahnstrecke Nürnberg–Roth, die von der S 2 bedient wird.

## Geschichte
1345 wurde der Ort als „Plykendorf“ erstmals urkundlich erwähnt. Die heutige Form ist erst seit 1867 in Gebrauch. Das Bestimmungswort des Ortsnamens ist Blicko, der Personenname des Siedlungsgründers.
Gegen Ende des 18. Jahrhunderts gab es in Plöckendorf 10 Anwesen. Das Hochgericht übte das brandenburg-ansbachische Oberamt Schwabach aus. Die Dorf- und Gemeindeherrschaft hatte das Kastenamt Schwabach. Grundherren waren das Kastenamt Schwabach (3 Ganzhöfe, 3 Köblergüter, 1 Gütlein, 1 Zapfenwirtschaft) und Nürnberger Eigenherren (von Welser: 1 Ganzhof, von Fürer: 1 Ganzhof).
Von 1797 bis 1808 unterstand Plöckendorf dem Justiz- und Kammeramt Schwabach. 1806 kam der Ort an das Königreich Bayern. Im Rahmen des Gemeindeedikts wurde 1808 Plöckendorf dem Steuerdistrikt Rednitzhembach (I. Sektion) und der 1818 gebildeten Ruralgemeinde Rednitzhembach zugeordnet. In der freiwilligen Gerichtsbarkeit unterstand ein Anwesen von 1822 bis 1836 dem Patrimonialgericht Haimendorf.
1895 erhielt der Ort einen Haltepunkt an der Bahnstrecke Nürnberg-Treuchtlingen. Dadurch – aber vor allem infolge des Zuzugs von Heimatvertriebenen nach dem Zweiten Weltkrieg – wuchs die Bevölkerung stark an.

### Baudenkmäler
In Plöckendorf gibt es zwei Baudenkmäler:
- Bahnhofstraße 2: Ehemaliges Wohnstallhaus
- Zwischen den Brücken 1: Nebengebäude

### Einwohnerentwicklung
| Jahr      | 001818 | 001840 | 001861 | 001871 | 001885 | 001900 | 001925 | 001950 | 001961 | 001970 | 001987 | 002021 |
| Einwohner | 62     | 72     | 86     | 65     | 63     | 76     | 99     | 432    | 911    | 1017   | 1942   | 2145   |
| Häuser    | 12     | 11     |        |        | 13     | 15     | 19     | 61     | 164    |        | 454    |        |
| Quelle    | [ 15 ] | [ 16 ] | [ 17 ] | [ 18 ] | [ 19 ] | [ 20 ] | [ 21 ] | [ 22 ] | [ 23 ] | [ 24 ] | [ 25 ] | [ 1 ]  |

## Religion
Plöckendorf ist seit der Reformation evangelisch-lutherisch geprägt und war ursprünglich nach St. Willibald (Büchenbach) gepfarrt. Seit Ende des 19. Jahrhunderts ist die Pfarrei St. Johannes der Täufer (Schwand bei Nürnberg) zuständig. 1960/61 wurde im Ort die römisch-katholische Pfarrkirche Heilig Kreuz errichtet.

## Persönlichkeiten
- Peer Schmidt (* 1958 in Plöckendorf; † 2009), Historiker und Hochschullehrer